# José Varela (regista)
José Varela (Parigi, 29 luglio 1933 – La Rochelle, 27 dicembre 2019) è stato un regista, attore e scrittore francese.

## Biografia
Dopo gli studi in architettura, è diventato attore e poi regista. Sospese l'attività cinematografica in seguito agli eventi del maggio 1968 prima di dedicarsi alla televisione. Ha lavorato come reporter senior per quindici anni, realizzando documentari e serie di fiction.
Ha anche scritto sceneggiature e romanzi polizieschi.

## Filmografia

### Regista
- 1964 : La Bagnole (cortometraggio)
- 1967 : Mamaia
- 1969 : Money-Money
- 1970 : Maria piena di grazia
- 1972 : Sii il motore
- 1984 : Balla per non morire
- 1990 : Le Vagabond des mers (miniserie)
- 2002 : Aspettando Delphine

### Attore

#### Cinema
- 1958 : libertà controllata di Henri Aisner e Vladimir Voltchek - Lapin
- 1958 : L'Opéra-Mouffe di Agnès Varda - Lover (cortometraggio)
- 1960 : L'ottavo giorno di Marcel Hanoun - Alain
- 1962 : Il segno del leone di Eric Rohmer
- 1965 : Évariste Galois di Alexandre Astruc - Evariste Galois (cortometraggio)
- 1965 : Béatrice di Jean-José Richer - Giovanni
- 1967 : Lettera a Carla di Jean-José Richer   : Giovanni
- 1968 : Les Gauloises bleues di Michel Cournot - Le juriste
- 1970 : Vento dell'est Jean-Luc Godard - La guida
- 1976 : Le Grand Soir di Francis Reusser
- 1977 : Ben e Bénédict di Paula Delsol - Il secondo insegnante

#### Televisione
- 1994 : Une qui promis, film TV di Marianne Lamour
- 1981 : Camera a first - L'Étouffe nonna di Jean-Pierre Bastid
- 1966 : I compagni di Jehu - episodio   : Le maschere - Bonaparte
- 1958 : The Beautiful Team - episodio   : Il salone (mini-serie)